# Mythic Entertainment
La Mythic Entertainment (che oggi è anche conosciuta come BioWare Mythic, EA Mythic, Inc. e Interworld Productions) è stata una casa sviluppatrice di videogiochi a Fairfax, in Virginia.
Il suo maggior successo lo deve allo sviluppo nel 2001 del gioco MMORPG Dark Age of Camelot.

## Storia
La Mythic ha iniziato a creare giochi online multiplayer sin dalla sua nascita a metà degli anni '90. Tra i suoi successi ricordiamo anche Ultima Online del 1997.
Successivamente inglobata da EA, Il 29 maggio del 2014 è stata chiusa la sua sede a Fairfax. Nonostante la chiusura dello studio, Dark Age of Camelot ha continuato a vivere e ad essere supportato dallo staff ex-Mythic in un nuovo studio, quello del team di Broadsword, che è anche responsabile del mantenimento di Ultima Online.
Attualmente i server del gioco sono ancora Online.